# 1495 Helsinki
1495 Helsinki (1938 SW) là một tiểu hành tinh vành đai chính được phát hiện ngày 21 tháng 9 năm 1938 bởi Yrjö Väisälä ở Turku.